# Lichtenhainer

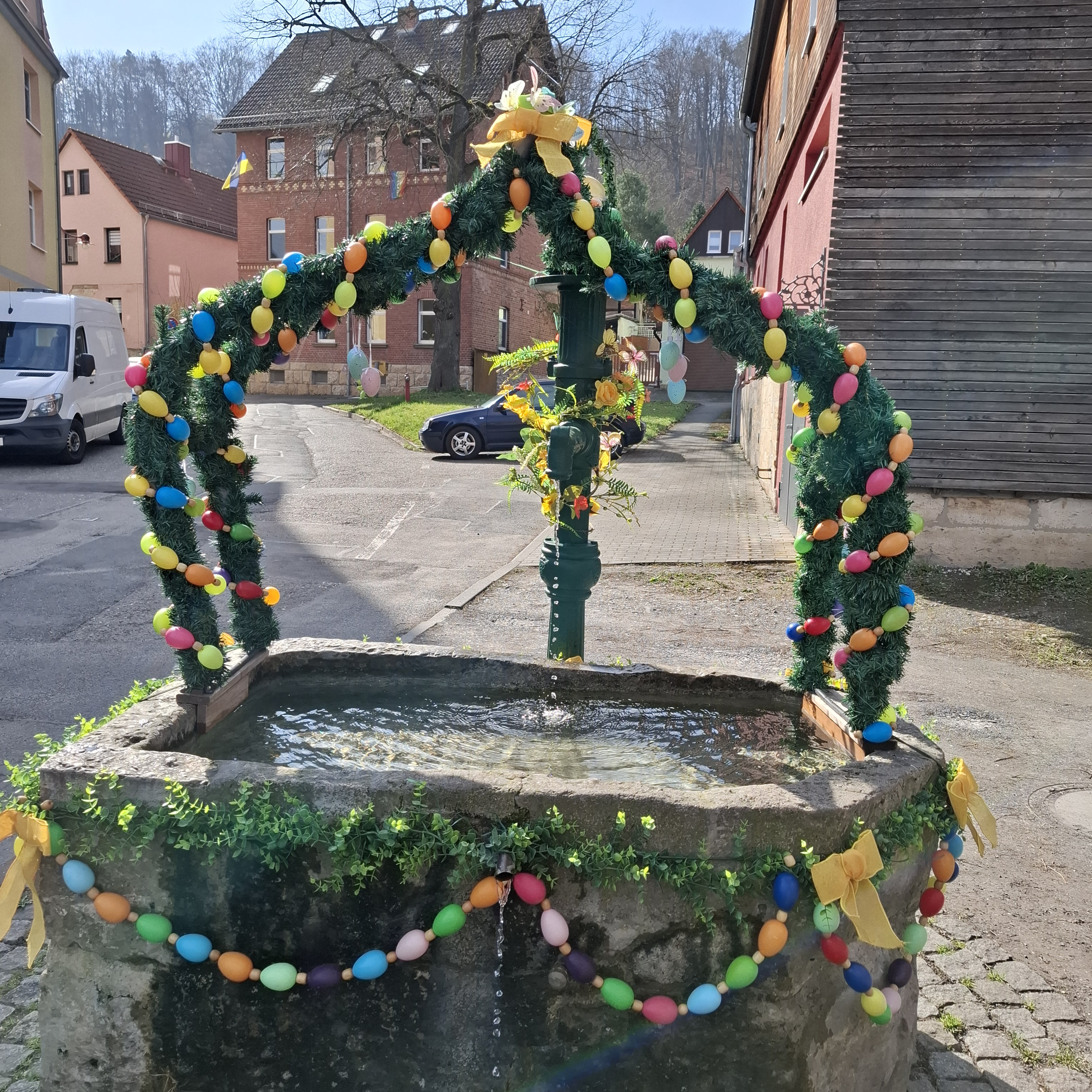
Brunnen und Quellen in Lichtenhain ermöglichten den Beginn der dörflichen Braukultur.

Lichtenhainer ist eine deutsche obergärige Biersorte aus Gerstenmalz. Sie stammt aus Lichtenhain in Thüringen, heute ein Stadtteil von Jena.
Das Bier wurde ausschließlich mit Gerstenmalz hergestellt, in Fertigmischungen/Schüttungen wird heute auch Weizenmalz und Rauchmalz zugegeben. Da keine Originalrezeptur existiert, wurde früher auch angegeben, dass es hälftig aus Gersten- und Weizenmalz besteht, wovon eines Rauchmalz ist. Es wird als „leichtes, säuerliches, etwas rauchiges, helles Bier“ beschrieben. Ursprünglich wurde es aus ungekochten Würzen gebraut, wegen Problemen mit der Klärung und Haltbarkeit etablierte sich die Zubereitung mit kurz gekochten Würzen. Der säuerliche Geschmack entsteht durch eine nachträgliche Kontamination mit Milchsäurebakterien. Der Hopfengehalt ist niedrig. Gärung, Lagerung bzw. Abfüllung für die Flaschengärung erfolgt wie bei Weißbier.
Die überregionale Bekanntheit begründet sich u. a. auch darin, dass Studenten der Universitätsstadt Jena das Bier in Lichtenhainer Lokalen kennenlernten. Die Brautradition endete 1983 und wurde 1997 durch einen Jenaer Gastronomen wiederbelebt.